# Cirquent
Cirquent war ein deutsches IT-Beratungsunternehmen. Es ist am 1. April 2012 zu NTT Data Deutschland umfirmiert worden und jetzt Teil des global aufgestellten IT-Dienstleisters NTT Data. Das Unternehmen bot Consulting für Automotive, Banken, Versicherungen, Telekommunikations- und Fertigungsunternehmen an. Hinzu kamen Betrieb und Wartung von IT-Systemen.

## Ursprung des Firmennamens Cirquent
Der Name Cirquent ist ein Kofferwort und leitet sich aus den Wörtern Circle und konsequent ab. Dabei sollte die Silbe „Cir“ für das ganzheitliche Verständnis von Kundenlösungen stehen, „quent“ für die konsequente Kundenzentrierung.

## Geschichte
Das Unternehmen wurde 1976 als Softlab GmbH für Systementwicklung und EDV-Anwendungen gegründet. 2007 erfolgte die Umfirmierung zur Cirquent GmbH. Das Unternehmen wurde durch Zukäufe und Firmengründungen zu einem der führenden deutschen Beratungshäuser, es gehörte zeitweise zu den Top Ten auf der Lünendonk-Liste.
Im September 2008 verkaufte der Mehrheitsgesellschafter BMW Group 72,9 % des Unternehmens an NTT Data, eine Tochtergesellschaft der NTT aus Japan. 25,1 % verblieben bei BMW.
Cirquent hatte seinen Hauptsitz in München und vier weitere Standorte (Frankfurt, Ettlingen, Köln und Hamburg) in Deutschland und war mit Niederlassungen in Österreich, der Schweiz und in Großbritannien vertreten.
Ab dem 1. April 2012 wurde Cirquent mit seinen europäischen Schwesterunternehmen Keane, Intelligroup und Value Team unter der Marke NTT Data schrittweise zusammengeführt.

## Cirquent Österreich
1982 startete die damalige Softlab mit fünf Mitarbeitern in Wien. Kerngeschäft war die integrierte Entwicklungsumgebung Maestro. In den 1990er Jahren lag der Schwerpunkt von Softlab auf IT Service Management, das vor allem von Telekommunikationsanbietern stark nachgefragt wurde. Im Jahre 2005 erfolgte die Fusion mit dem IT-Consulting-Unternehmen Anite. Dadurch konnte Softlab die Zahl der Mitarbeiter im Beratungs- und Projektgeschäft verdoppeln. Seit Januar 2007 bestand eine Service-Partnerschaft mit SAP. Per 1. Januar 2008 wurde Softlab in Cirquent umbenannt.

## Cirquent Schweiz
Die Cirquent AG Schweiz war eine eigenständige Aktiengesellschaft, die 1992 als Softlab AG gegründet und am 1. Januar 2008 in Cirquent AG umbenannt wurde. Die Gesellschaft hatte ihren Hauptsitz in Opfikon-Glattbrugg bei Zürich sowie eine Niederlassung in Bern. Cirquent Schweiz beriet Banken, Versicherungen, öffentliche Dienste und Verwaltungen, Energieversorger sowie Telekommunikations- und Dienstleistungsunternehmen in den Themen CoreBanking (Kernbankenlösungen), Customer Management und IT-Security.